# Юніор Севан
«Юніор Севан» (вірм. Յունիոր Սևան ՖԱ) — вірменський футбольний клуб з міста Севан, заснований 2018 року.

## Історія
«Юніор Севан» був заснований 2018 року і був включений до другого дивізіону країни, який з першого разу і виграв, завдяки чому 2019 року отримав шанс дебютувати у Прем'єр-лізі, вищому дивізіоні країни.